# 福州商业

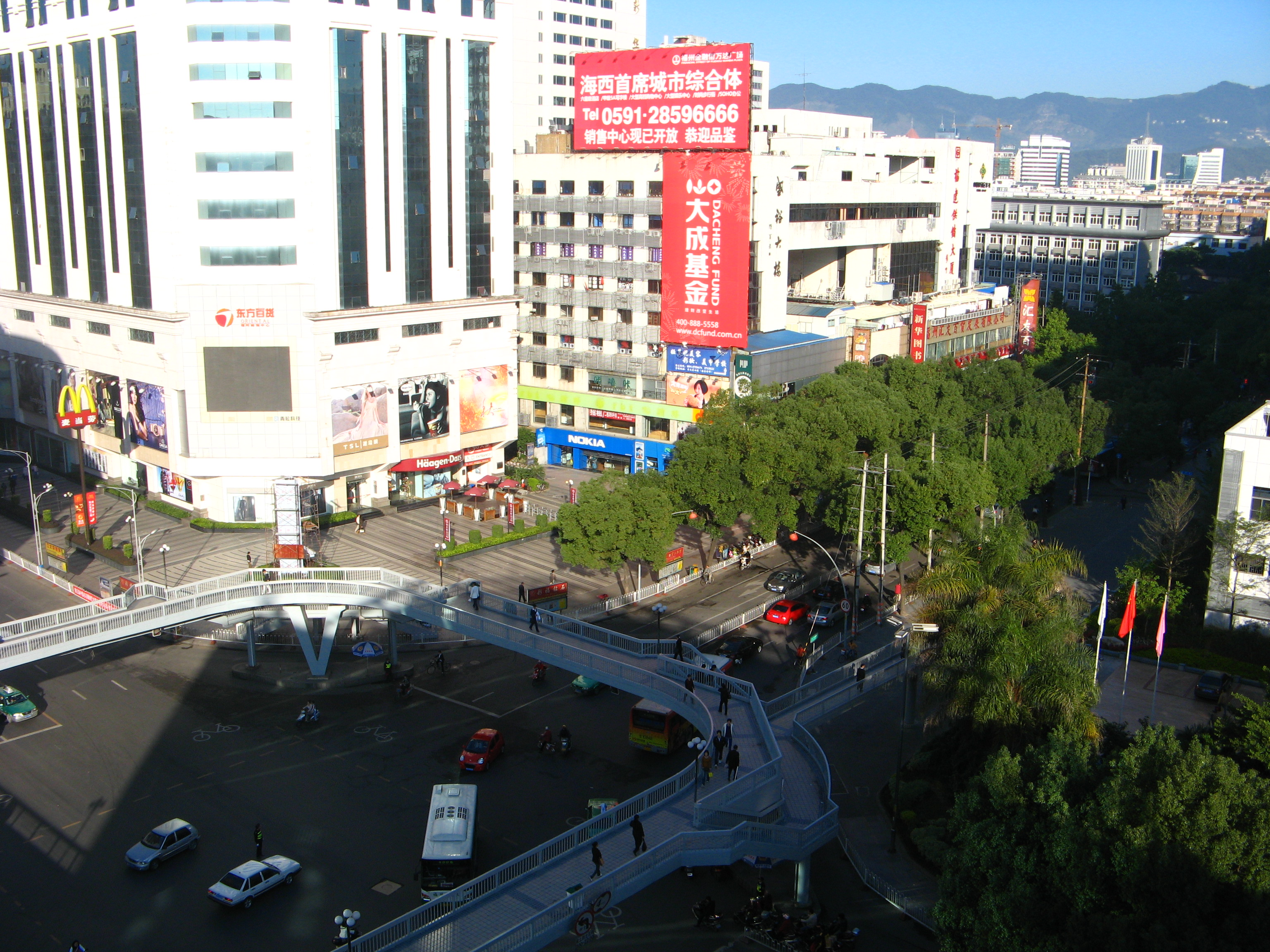
位于福州旧城区的东街口

福州商业是福州除农业、工业外的重要经济补充。福州市主要的商业区包括了鼓楼区的东街口、台江区的中亭街这两个传统的商业区，以及在城市北部的五四北商业金融中心。在二環路與工業路交界處由万象和宝龙城市广场为主的万宝商圈以及开业不久的万达广场近年来也快速发展。而在老牌商業區台江，當地也開始了台西中心商務區(CBD)的建設，規劃打造金融街以及地標建築。

## 大型企业

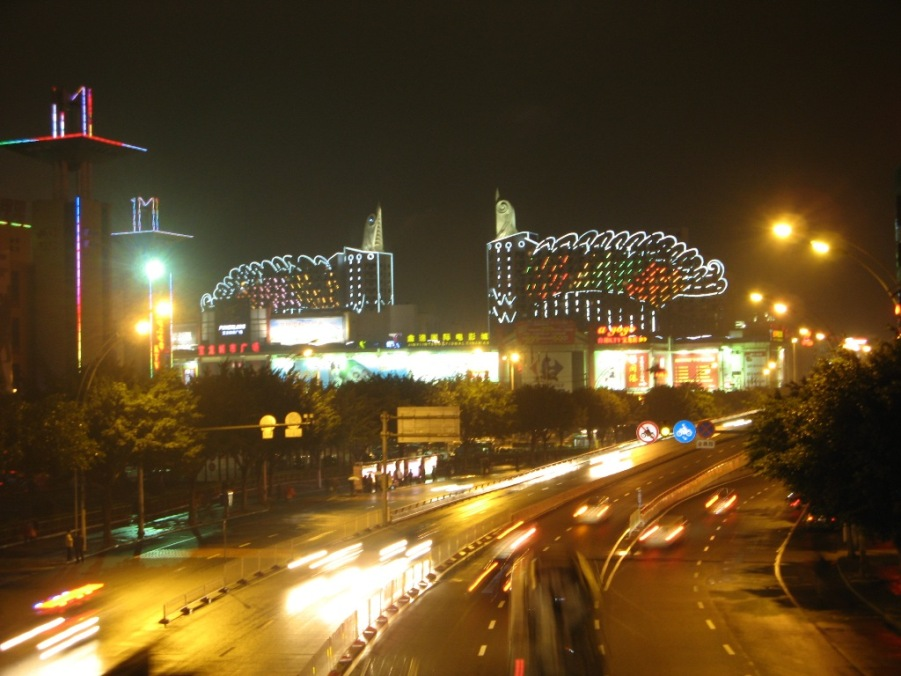
宝龙城市广场夜景

福建省首富陈发树经营的新華都實業旗下的新華都購物廣場在當地設有多家店面。福州当地的大型百货公司东百集团拥有东方百货大厦、元洪城等商场。福州本土的永辉超市，拥有五十多家分店，网点遍布六区六县一市。福州六区的城乡位置亦有多家兴福兴超市。福州的外资超市有沃尔玛、宜家家居、好又多以及以大宗批发为主的麦德龙超市。餐饮业方面，聚春园、安泰楼、味中味和老福州经营较为正宗的福州菜。

## 市场集聚
大利嘉城是福州最主要的电子消费产品市场。南公园电子城主要经营电子元器件及二手电脑。仓山区则徐大道至六一南路两边汽车、电动自行车商店林立。马尾区君竹路一带亦较为繁华。仓山区三县洲大桥附近的上渡建材市场、连江南路的TOFF建材市场、还有晋安区连江路北段的南方建材市场。工业路东汇礼品广告城主营广告制作。

## 批发市场
台江区排尾路、广达路有大量机械、五金制品商店，主要的批发中心有鳌峰洲的亚峰蔬菜批发市场、海峡副食品批发市场、果品批发市场、屠宰批发市场、水产品批发市场、福州冷冻厂，服装批发以台江农贸批发市场和中亭街服装批发中心为主，小商品批发以桥北的新天成小商品批发市场及中州岛海峡小商品批发市场为主。晋安区较为知名的批发市场有五里亭茶叶批发市场。国货路附近的福州大鞋城以及马尾君竹环岛附近的鞋业批发市场即使零售价也十分便宜。